# 兼子隆
兼子 隆（かねこ ゆたか、1933年4月21日 - ）は、日本の元レスリング選手。

## 来歴
東京都出身で、中央大学を卒業した。中央大学では笹原正三の後輩で、1955年度にはレスリング部主将を務めている。アジア競技大会では大学在学中の1954年大会から1962年大会まで同一階級で3連覇を果たし、これは日本のアマチュアレスリング選手としては初めてだった。
1960年ローマオリンピックに出場し、4位に入賞した。

## 主な成績
- 1954年アジア競技大会	フリー／ウエルター級	1位
- 1954年レスリング世界選手権	フリー／73kg級	3位
- 1958年アジア競技大会	フリー／ウエルター級	1位
- 1960年ローマオリンピック	フリー／73kg級	4位
- 1961年レスリング世界選手権	フリー／73kg級	3位
- 1962年アジア競技大会	フリー／ウエルター級	1位
- 1962年アジア競技大会	グレコローマン／ウエルター級	1位